# 女性に対する暴力撤廃の国際デー
女性に対する暴力撤廃の国際デー(じょせいにたいするぼうりょくてっぱいのこくさいデー、英語:International Day for the Elimination of Violence against Women)とは、毎年11月25日に定められた国際デーである。 強姦や家庭内暴力などの女性に対する暴力の実情の啓発が目的であるが、女性に対する暴力の多さや隠ぺいされるという本質が特に強調されている。また、女性に対する暴力撤廃の国際デーから12月10日の世界人権デーまでの16日間は性差別による暴力廃絶活動の16日間とされている。

## 歴史
1960年11月25日、ドミニカ共和国で、ラファエル・トルヒーヨの独裁政治に反対し続けていた活動家のミラバル姉妹（長女パトリア・メルセデス、三女ミネルバ・アルヘンティーナ、四女アントニア・マリア・テレサの3人）が暗殺された。1981年の第一回ラテンアメリカ・カリブ海地域女性会議では11月25日を女性に対する暴力に対する闘争と啓発の日とされた。さらに、国連総会で1999年12月17日に国際連合総会決議54/134により採択された。

## 紫色ライトアップ
この日に合わせて、建物などを紫色の光でライトアップする活動が行われている。紫色が女性への暴力根絶のシンボルカラーとされているためである。2018年には、日本全国で約150施設が紫色ライトアップに取り組んだ。